# Катари, Омар
Омар Катари Пераса (исп. Omar Catarí Peraza; род. 25 апреля 1964, Баркисимето) — венесуэльский боксёр, представитель полулёгкой весовой категории. Выступал за сборную Венесуэлы по боксу на всём протяжении 1980-х годов, бронзовый призёр летних Олимпийских игр в Лос-Анджелесе, обладатель бронзовой медали Игр Центральной Америки и Карибского бассейна, победитель и призёр многих турниров международного значения. В период 1989—1992 годов боксировал также на профессиональном уровне, был претендентом на титул чемпиона мира WBA.

## Биография
Омар Катари родился 25 апреля 1964 года в городе Баркисимето штата Лара, Венесуэла.

### Любительская карьера
Впервые заявил о себе в сезоне 1982 года, когда вошёл в состав венесуэльской национальной сборной и побывал на юниорском международном турнире в Турине, откуда привёз награду серебряного достоинства — в финале легчайшей весовой категории уступил итальянцу Маурицио Стекке.
В 1983 году выступил на домашних Панамериканских играх в Каракасе, где на стадии четвертьфиналов полулёгкого веса был остановлен титулованным кубинцем Адольфо Ортой, и на Кубке мира в Риме, где в четвертьфинале проиграл другому представителю Кубы Хесусу Соллету.
Благодаря череде удачных выступлений удостоился права защищать честь страны на летних Олимпийских играх 1984 года в Лос-Анджелесе — в категории до 57 кг благополучно прошёл первых троих соперников по турнирной сетке, тогда как в четвёртом полуфинальном бою со счётом 0:5 потерпел поражение от американца Мелдрика Тейлора и тем самым получил бронзовую олимпийскую медаль.
Став бронзовым призёром Олимпиады, Катари остался в составе боксёрской команды Венесуэлы и продолжил принимать участие в крупнейших международных турнирах. Так, в 1986 году он завоевал бронзовую медаль на Играх Центральной Америки и Карибского бассейна в Сантьяго и выступил на чемпионате мира в Рино.
В 1987 году одержал победу на турнире Симона Боливара в Каракасе, выиграл чемпионат Центральной Америки и Карибского бассейна в Сан-Хосе, выступил на кубинском международном турнире «Хиральдо Кордова Кардин», боксировал на Панамериканских играх в Индианаполисе, где был остановлен в 1/8 финала кубинцем Арнальдо Месой.
Находясь в числе лидеров венесуэльской сборной, прошёл отбор на Олимпийские игры 1988 года в Сеуле — на сей раз попасть в число призёров не смог, уже во втором поединке полулёгкого веса был нокаутирован представителем Марокко Абдельхаком Ашиком.

### Профессиональная карьера
Вскоре по окончании сеульской Олимпиады Омар Катари покинул расположение венесуэльской сборной и в апреле 1989 года успешно дебютировал на профессиональном уровне. Выступал исключительно на территории Венесуэлы, в течение двух лет одержал 11 побед и потерпел два поражения.
В 1992 году удостоился права оспорить титул чемпиона мира во второй полулёгкой весовой категории по версии Всемирной боксёрской ассоциации (WBA), который на тот момент принадлежал непобеждённому американцу Хенаро Эрнандесу (24-0). Чемпионский бой между ними состоялся в США на арене «Форум» и продлился все отведённые 12 раундов — в итоге судьи единогласным решением отдали победу Эрнандесу, сохранив за ним чемпионский пояс.
Впоследствии в Катари провёл ещё один бой в Мексике, проиграв нокаутом местному боксёру Хорхе Рамиресу, после чего принял решение завершить карьеру профессионального боксёра.